# 巴爾基尼亞新鎮

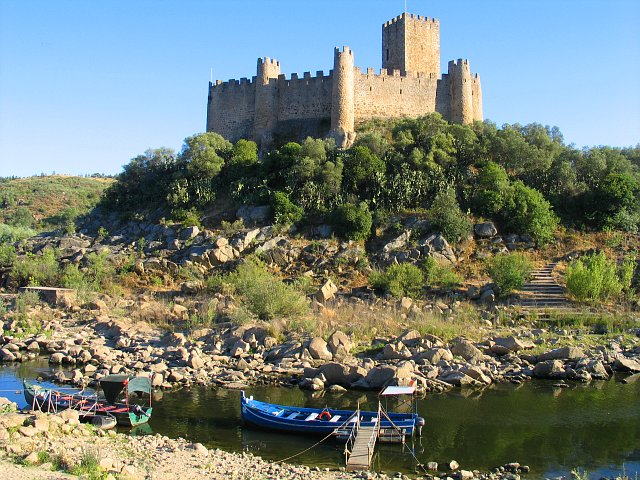

39°27′N 8°26′W / 39.450°N 8.433°W
巴爾基尼亞新鎮（葡萄牙語：Vila Nova da Barquinha），是葡萄牙的城鎮，位於該國中部，由聖塔倫區負責管轄，始建於1836年，面積49.53平方公里，2011年人口7,322，人口密度每平方公里147.83人。